# Ляхово (Балахнинский район)
Ля́хово — сельский посёлок в составе рабочего посёлка Большое Козино в Балахнинском районе Нижегородской области России.
Удаленная северная часть рабочего поселка Большое Козино на левом берегу реки Пыра. Название «Ляхово» связывается с тем, что в Смутное время неподалёку была одержана победа над отрядом польских интервентов, двигавшимся вдоль Волги в сторону Нижнего Новгорода (лях - поляк (устар.)).